# Phil Jackson
Philip Douglas Jackson, detto Phil (Deer Lodge, 17 settembre 1945), è un dirigente sportivo, allenatore di pallacanestro ed ex cestista statunitense, membro del Naismith Memorial Basketball Hall of Fame dal 2007 in qualità di allenatore.
Nella National Basketball Association ha vinto due titoli da giocatore (con i New York Knicks) e undici da allenatore (sei con i Chicago Bulls, cinque con i Los Angeles Lakers).

## Carriera

### Giocatore
Jackson, dopo aver giocato al college di Dakota del Nord, venne scelto al secondo giro, col numero 17 assoluto, del draft NBA 1967 dai New York Knicks. Infortunato nella stagione che vide i Knicks vincitori del loro primo campionato (1970), vinse un titolo NBA nel 1973 giocando insieme a Walt Frazier, Willis Reed, Earl Monroe, Bill Bradley, Dave DeBusschere. Nel 1978 passò ai New Jersey Nets, dove ricoprì il doppio ruolo di giocatore e assistente allenatore. Si ritirò nel 1980, dopo tredici stagioni NBA.

### Allenatore

#### Inizi
Nel 1983 cominciò ad allenare nella Continental Basketball Association (CBA) con gli Albany Patroons dove vinse un campionato (1984) e il titolo di miglior allenatore dell'anno.
Nel 1987 lasciò i Patroons e approdò alla NBA con i Chicago Bulls, inizialmente come assistente di Doug Collins, al quale è subentrato dopo la fine della stagione 1988-1989.

#### Chicago Bulls
Ha allenato i Bulls dalla stagione 1989-90 alla stagione 1997-98, vincendo sei titoli, con due three-peat: 1991-1992-1993 e 1996-1997-1998. Nella stagione 1993-94 i Bulls chiusero con una grande regular season, un record di 57-25, venendo eliminati nelle semifinali di conference in sette partite dai New York Knicks, il roster era lo stesso della stagione precedente, con l'esclusione di Michael Jordan. La stagione seguente i Bulls cedettero la loro ala forte titolare Horace Grant e il playmaker B.J. Armstrong leader della squadra. Quella stagione iniziò malissimo, fino al mese di marzo, quando Michael Jordan, ritirato per darsi al baseball nella stagione 1993-94, decise di ritornare a fare parte dei Bulls per il finale di stagione regolare 1994-95, l'assenza di Horace Grant si rivela un'assenza indispensabile sotto i tabelloni al quale i Bulls avevano rinunciato, senza mettere sotto contratto adeguati sostituti, così alle semifinali della Eastern conference, vengono eliminati dagli Orlando Magic di Shaquille O'Neal e dello stesso Grant, in sei partite. 
L'anno successivo iniziano nuovamente le annate vincenti anche grazie alla firma in estate di Dennis Rodman, che va a colmare il vuoto che era stato lasciato da Horace Grant.
Celebre è il suo schema offensivo preferito, l'attacco triangolo (ideato da Tex Winter) basato sulla continua rotazione delle posizioni in attacco e sull'intercambiabilità dei giocatori, oltre che sull'utilizzo dei lunghi soprattutto in funzione difensiva e di recupero di rimbalzi, mentre il tiro è prevalentemente riservato alle guardie.
Dopo il secondo ritiro di Michael Jordan, avvenuto al termine della stagione 1997-98, Jackson lasciò la panchina di Chicago, la cui dirigenza gli aveva già comunicato con un preavviso di dodici mesi, che indipendentemente dall'esito della stagione 1997-98, la squadra dei Chicago Bulls sarebbe stata rifondata completamente, lasciando partire tutti gli uomini migliori, oltre all'addio scontato e impossibile da evitare dell'altra stella della squadra, Scottie Pippen, il quale già da alcune stagioni aveva espresso in più occasioni la volontà di essere ceduto dalla dirigenza, per il mancato aggiustamento contrattuale.

#### Los Angeles Lakers
Dopo un anno di pausa (stagione 1998-99), Jackson torna in panchina nella stagione 1999-2000 alla guida dei Los Angeles Lakers, dove con Shaquille O'Neal e Kobe Bryant, diede vita a un nuovo three-peat. Nella prima sua stagione i Lakers chiusero la regular season con un record di 67-15, nella stessa annata Shaquille O'Neal fu eletto NBA Most Valuable Player Award della regular season all'unanimità dei votanti (cosa che coach Phil Jackson gli aveva premonito nel loro primo dialogo nell'estate del 1999, introducendogli quanto sarebbe stato letale per le difese avversarie, il suo impiego nell'attacco triangle offense, subito dopo aver accettato l'incarico). I Lakers vinceranno in finale contro gli Indiana Pacers di Reggie Miller e allenati da Larry Bird. L'anno successivo i Lakers stabiliscono il miglior record ai play-off con 15-1 (poi battuto dai Golden State Warriors con un 16-1 nel 2016-17), alle finali incontrarono i Philadelphia 76ers di Allen Iverson, allenati da Larry Brown. In gara 1, all'overtime, vi fu l'unica sconfitta di tutta quella post season. Nella stagione seguente vi fu un ampio dominio per l'intera stagione, salvo alcune difficoltà avvenute nella sfida alle finali di conference contro i Sacramento Kings. Questa serie sarà la più complessa per la ragione che Kobe Bryant ebbe un'intossicazione alimentare nella sera prima di gara-2 e fu irriconoscibile per le gare 2 e 3 della serie. Una volta recuperato, con i gialloviola sotto per 2-1, i Lakers eliminano i Kings in sette partite. In finale incontrano i New Jersey Nets di Jason Kidd vincendo per 4-0. Nel 2002-03 il rapporto fra Kobe Bryant e Shaquille O'Neal divenne più teso e la stagione dei Lakers viene segnata in negativo dai loro scontri. Ciò nonostante, i Lakers arrivano a un tiro sbagliato allo scadere di gara 5 nelle semifinali di conference contro gli Spurs, dall'andare alla caccia del 4º titolo consecutivo. Nella stagione 2003-04 dopo gli innesti in estate di Gary Payton e Karl Malone raggiungono le finali NBA contro i Detroit Pistons, dove per la prima volta in carriera fu sconfitto dopo averle raggiunte.
Si ritirò nella stagione successiva, salvo poi riprendere la panchina dei Lakers nella stagione 2005-06, dopo un anno di pausa. Dopo anni difficili a seguito della cessione di O'Neal (voluta dalla società, decisa dal presidente Jerry Buss il quale gli preferì Kobe Bryant) e mancata costruzione di un supporting cast adeguato alla superstar Kobe Bryant, il quale si ritrova per due stagioni a giocare senza nessun giocatore di livello fatta eccezione per Lamar Odom, nella stagione 2007-08 riporta i Lakers fino alle NBA Finals, anche grazie al ritorno del playmaker Derek Fisher e alla trade che portò a Los Angeles Pau Gasol. I Los Angeles Lakers in quella stagione vengono guidati da Kobe Bryant, che verrà poi eletto NBA Most Valuable Player Award, alle NBA Finals partono alla pari contro i Boston Celtics dei Big Three Paul Pierce, Kevin Garnett e Ray Allen, I gialloviola persero le prime due partite a Boston, salvo poi vincere gara-3 a Los Angeles. La chiave di svolta delle Finals avvenne in gara-4 a Los Angeles, quando inspiegabilmente i Lakers si fecero rimontare un vantaggio di 28 punti negli ultimi due quarti della partita. Nelle stagioni 2008-09 (dove i Lakers chiusero la regular season con un record di 65-17) e 2009-10 (dove i Lakers chiusero la regular season con un record di 58-24). L.A. torna a vincere nel 2008-09 battendo alle Finals gli Orlando Magic di Dwight Howard. Nel 2009-10 i Lakers, dopo la perdita di Trevor Ariza per fare spazio all'arrivo di Metta World Peace, che si rivelerà una scelta vista a posteriori non del tutto vincente, sono alle NBA Finals contro gli storici rivali dei Boston Celtics che li avevano battuti due anni prima. Arrivati a gara-7, Los Angeles vince 83-79 una partita estremamente combattuta, che regalerà a Jackson l'undicesimo e ultimo titolo della sua carriera. Kobe Bryant sarà nominato MVP delle Finals in entrambe le serie di finale. La stagione 2010-2011 è tra le più travagliate di tutta la sua carriera di Jackson: i Lakers terminano la regular season con 57 vittorie e 25 sconfitte, come l'anno precedente, e sono agli occhi degli esperti considerati l'unica squadra potenzialmente in grado di battere i Miami Heat di LeBron James (assoluti favoriti in quella stagione); nella Western Conference la squadra chiude seconda dietro ai San Antonio Spurs. Al primo turno dei playoffs sfida i New Orleans Hornets: la serie si chiuderà 4-2 a favore della squadra losangelina. In semifinale arriva la sconfitta contro i Dallas Mavericks, subendo il cosiddetto "sweep", cioè un 4-0 nella serie. Al termine dei playoff, Phil Jackson conclude la sua seconda e ultima esperienza ai Lakers, venendo sostituito per la stagione 2011-2012 da Mike Brown, ponendo così fine alla sua carriera da allenatore NBA.

### Dirigente
Nel 2014, dopo alcune speculazioni giornalistiche su un suo possibile ritorno a New York, viene ufficializzata la sua nomina a presidente dei Knicks: il 18 marzo viene presentato al Madison Square Garden. Il 28 giugno 2017 viene sollevato dall'incarico.

## Statistiche

### Giocatore
| † | Denota una stagione in cui ha vinto il titolo NBA |
| * | Primo nella lega                                  |

### NBA

#### Regular season
| Anno       | Squadra     | PG  | PT | MP   | TC%  | 3P% | TL%  | RP  | AP  | PRP | SP  | PP   |
| ---------- | ----------- | --- | -- | ---- | ---- | --- | ---- | --- | --- | --- | --- | ---- |
| 1967-1968  | N.Y. Knicks | 75  | -  | 14,6 | 40,0 | -   | 58,9 | 4,5 | 0,7 | -   | -   | 6,2  |
| 1968-1969  | N.Y. Knicks | 47  | -  | 19,7 | 42,9 | -   | 67,2 | 5,2 | 0,9 | -   | -   | 7,1  |
| 1970-1971  | N.Y. Knicks | 71  | -  | 10,9 | 44,9 | -   | 71,4 | 3,4 | 0,4 | -   | -   | 4,7  |
| 1971-1972  | N.Y. Knicks | 80  | -  | 15,9 | 44,0 | -   | 73,2 | 4,1 | 0,9 | -   | -   | 7,2  |
| 1972-1973† | N.Y. Knicks | 80  | -  | 17,4 | 44,3 | -   | 79,0 | 4,3 | 1,2 | -   | -   | 8,1  |
| 1973-1974  | N.Y. Knicks | 82* | -  | 25,0 | 47,7 | -   | 77,6 | 5,8 | 1,6 | 0,5 | 0,8 | 11,1 |
| 1974-1975  | N.Y. Knicks | 78  | -  | 29,3 | 45,5 | -   | 76,3 | 7,7 | 1,7 | 1,1 | 0,7 | 10,8 |
| 1975-1976  | N.Y. Knicks | 80  | -  | 18,3 | 47,8 | -   | 73,3 | 4,3 | 1,3 | 0,5 | 0,3 | 6,0  |
| 1976-1977  | N.Y. Knicks | 76  | -  | 13,6 | 44,0 | -   | 71,8 | 3,0 | 1,1 | 0,4 | 0,2 | 3,4  |
| 1977-1978  | N.Y. Knicks | 63  | -  | 10,4 | 47,8 | -   | 76,8 | 1,7 | 0,7 | 0,5 | 0,2 | 2,4  |
| 1978-1979  | N.J. Nets   | 59  | -  | 18,1 | 47,5 | -   | 81,9 | 3,0 | 1,4 | 0,8 | 0,4 | 6,3  |
| 1979-1980  | N.J. Nets   | 16  | -  | 12,1 | 63,0 | 0,0 | 70,0 | 1,5 | 0,8 | 0,3 | 0,3 | 4,1  |
| Carriera   | Carriera    | 807 | -  | 17,6 | 45,3 | 0,0 | 73,6 | 4,3 | 1,1 | 0,6 | 0,4 | 6,7  |

#### Play-off
| Anno     | Squadra     | PG  | PT | MP   | TC%  | 3P% | TL%  | RP  | AP  | PRP | SP  | PP   |
| -------- | ----------- | --- | -- | ---- | ---- | --- | ---- | --- | --- | --- | --- | ---- |
| 1968     | N.Y. Knicks | 6   | -  | 15,0 | 28,6 | -   | 80,0 | 4,2 | 0,3 | -   | -   | 4,0  |
| 1971     | N.Y. Knicks | 5   | -  | 6,0  | 28,6 | -   | 100  | 2,0 | 0,4 | -   | -   | 1,8  |
| 1972     | N.Y. Knicks | 16* | -  | 20,0 | 47,5 | -   | 73,7 | 5,1 | 0,9 | -   | -   | 9,8  |
| 1973†    | N.Y. Knicks | 17* | -  | 19,9 | 50,0 | -   | 73,7 | 4,2 | 1,4 | -   | -   | 8,7  |
| 1974     | N.Y. Knicks | 12  | -  | 24,8 | 46,6 | -   | 90,0 | 4,8 | 1,3 | 0,8 | 0,4 | 11,3 |
| 1975     | N.Y. Knicks | 3   | -  | 26,0 | 47,6 | -   | 87,5 | 8,3 | 0,7 | 1,3 | 1,0 | 9,0  |
| 1978     | N.Y. Knicks | 6   | -  | 8,3  | 50,0 | -   | 66,7 | 1,7 | 0,5 | 0,5 | 0,0 | 2,0  |
| 1979     | N.J. Nets   | 2   | -  | 10,0 | 33,3 | -   | 100  | 1,5 | 0,0 | 0,5 | 0,0 | 2,0  |
| Carriera | Carriera    | 67  | -  | 18,3 | 45,8 | -   | 78,2 | 4,2 | 0,9 | 0,8 | 0,3 | 7,7  |

### Allenatore
Come allenatore è il leader di ogni epoca per numero di partite allenate e per vittorie nei play-off NBA e per percentuale assoluta di vittorie. Il 15 giugno 2009 ha vinto il suo decimo titolo NBA come allenatore, superando il mitico Red Auerbach diventando così l'allenatore più vincente nella storia del basket professionistico americano.
Il 25 dicembre 2008, nella Christmas Clash contro i rivali di Boston, allo Staples Center, ha conquistato la 1000ª vittoria in carriera come allenatore. Il 3 febbraio 2010, vincendo contro gli Charlotte Bobcats, Jackson è diventato l'allenatore dei Lakers con maggior numero di vittorie: 534. Supera così il precedente record di Pat Riley.
Il 17 giugno 2010 vince l'undicesimo anello NBA battendo in finale i Boston Celtics.
| * | Record |

| Stagione | Squadra       | Regular season | Regular season | Regular season | Regular season | Regular season         | Post Season                                                 |
| Stagione | Squadra       | V              | P              | % V            | G              | Posizione finale       | Post Season                                                 |
| -------- | ------------- | -------------- | -------------- | -------------- | -------------- | ---------------------- | ----------------------------------------------------------- |
| 1989-90  | Chicago Bulls | 55             | 27             | 67,1           | 82             | 2º in Central Division | Sconfitto alle Finali di Conference dai Pistons (3-4)       |
| 1990-91  | Chicago Bulls | 61             | 21             | 74,4           | 82             | 1º in Central Division | Campione NBA                                                |
| 1991-92  | Chicago Bulls | 67             | 15             | 81,7           | 82             | 1º in Central Division | Campione NBA                                                |
| 1992-93  | Chicago Bulls | 57             | 25             | 69,5           | 82             | 1º in Central Division | Campione NBA                                                |
| 1993-94  | Chicago Bulls | 55             | 27             | 67,1           | 82             | 2º in Central Division | Sconfitto alle Semifinali di Conference dai Knicks (3-4)    |
| 1994-95  | Chicago Bulls | 47             | 35             | 57,3           | 82             | 3º in Central Division | Sconfitto alle Semifinali di Conference dai Magic (2-4)     |
| 1995-96  | Chicago Bulls | 72             | 10             | 87,8           | 82             | 1º in Central Division | Campione NBA                                                |
| 1996-97  | Chicago Bulls | 69             | 13             | 84,1           | 82             | 1º in Central Division | Campione NBA                                                |
| 1997-98  | Chicago Bulls | 62             | 20             | 75,6           | 82             | 1º in Central Division | Campione NBA                                                |
| 1999-00  | L.A. Lakers   | 67             | 15             | 81,7           | 82             | 1º in Pacific Division | Campione NBA                                                |
| 2000-01  | L.A. Lakers   | 56             | 26             | 68,3           | 82             | 1º in Pacific Division | Campione NBA                                                |
| 2001-02  | L.A. Lakers   | 58             | 24             | 70,7           | 82             | 2º in Pacific Division | Campione NBA                                                |
| 2002-03  | L.A. Lakers   | 50             | 32             | 61,0           | 82             | 2º in Pacific Division | Sconfitto alle Semifinali di Conference dai Spurs (2-4)     |
| 2003-04  | L.A. Lakers   | 56             | 26             | 68,3           | 82             | 1º in Pacific Division | Sconfitto alle NBA finals dai Pistons (1-4)                 |
| 2005-06  | L.A. Lakers   | 45             | 37             | 54,9           | 82             | 3º in Pacific Division | Sconfitto al Primo Round di Conference dai Suns (3-4)       |
| 2006-07  | L.A. Lakers   | 42             | 40             | 51,2           | 82             | 2º in Pacific Division | Sconfitto al Primo Round di Conference dai Suns (1-4)       |
| 2007-08  | L.A. Lakers   | 57             | 25             | 69,5           | 82             | 1º in Pacific Division | Sconfitto alle NBA finals dai Celtics (2-4)                 |
| 2008-09  | L.A. Lakers   | 65             | 17             | 79,3           | 82             | 1º in Pacific Division | Campione NBA                                                |
| 2009-10  | L.A. Lakers   | 57             | 25             | 69,5           | 82             | 1º in Pacific Division | Campione NBA                                                |
| 2010-11  | L.A. Lakers   | 57             | 25             | 69,5           | 82             | 1º in Pacific Division | Sconfitto alle Semifinali di Conference dai Mavericks (0-4) |
|          | Carriera      | 1155           | 485            | 70,4*          | 1640           |                        |                                                             |

## Palmarès

### Giocatore
- Campionato NBA: 2

New York Knicks: 1970, 1973
- NBA All-Rookie First Team (1968)

### Allenatore
- Campionato NBA: 11 (record)

Chicago Bulls: 1991, 1992, 1993, 1996, 1997, 1998
Los Angeles Lakers: 2000, 2001, 2002, 2009, 2010
- Allenatore dell'anno: 1

1996
- Allenatore all'All-Star Game: 4

1992, 1996, 2000, 2009
- Campionato CBA: 1

Albany Patroons 1984
- CBA Coach of the Year: 1

1985
- Inserito tra i Top 10 Coaches in NBA History nel 1996
- Inserito tra i 15 Greatest Coaches in NBA History nel 2022
- Introdotto nella Hall of Fame nel 2007

## Influenze nella cultura
- L'action figure Action Jackson, primo bambolotto distribuito dalla Mego e che aprirà la strada ai successivi popolari personaggi comprendenti supereroi dell'universo DC e Marvel, deve il suo nome a Phil Jackson, o meglio al soprannome che gli era stato dato, Action Jackson appunto.[9]

## Libri
- Basket&Zen (Sacred Hoops) (1996 - con Hugh Delehanty)
- Più di un gioco (2001 - con Charley Rosen)
- L'ultima Stagione (2005 - con Michael Arkush)
- Eleven Rings (2014 - con Hugh Delehanty)